# Analiza pracy
Analiza pracy – systematyczne zbieranie danych opisujących zadania, które składają się na określoną pracę, oraz opisujących wiedzę, umiejętności, zdolności i inne cechy umożliwiające jednostce wykonanie zadań. Jest jednym z narzędzi służących w naukach o zarządzaniu usprawnianiu procesów wytwórczych. Metoda ta polega na obserwacji pracownika wykonującego czynności na danym stanowisku pracy. Dokładny opis czynności na danym stanowisku (najczęściej produkcyjnym) pozwala na ich optymalizację.
Etapy analizy pracy na stanowiskach produkcyjnych:
- Etap 1: Wybór stanowiska pracy, wobec którego zastosowane będzie narzędzie
- Etap 2: Zapoznanie się z opisem stanowiska i końcowym efektem pracy na badanym stanowisku
- Etap 3: Obserwacja pracownika podczas wykonywania czynności prowadzących do końcowego efektu (można zastosować stoper, w celu pomiaru czasu trwania poszczególnych czynności). Obserwacji podlega: koordynacja czynności manualnych, liczba wykonywanych ruchów, występujące warunki pracy, ewentualne zakłócenia (dystraktory). Zapis na wcześniej przygotowanym arkuszu obserwacyjnym. Metoda ta określana jest obserwacją dnia roboczego.
- Etap 4: Analiza danych uzyskanych z arkusza obserwacyjnego.
- Etap 5: Porównanie pracowników pod kątem wydajności i efektywności. Bardzo często porównywane są sposób wykonywania czynności przez najbardziej wydajnego i efektywnego pracownika z pozostałymi. Na podstawie porównania opracowywane jest optymalny sposób wykonywania pracy na danym stanowisku.

Analiza pracy dotycząca stanowisk na wszystkich szczeblach (niskim, średnim i wyższym) zarządzania powinna prowadzić do stworzenia opisów stanowisk pracy, które stają się podstawą wartościowania stanowisk pracy, wpływając na tworzenie polityki personalnej i polityki wynagrodzeń w organizacji. Na stanowiskach z wymienionych poziomów zarządzania analiza pracy nie polega już na bezpośredniej obserwacji pracowników, tworzy się cel stanowiska, miejsce w strukturze organizacyjnej, zakres obowiązków, określa się wymagane kompetencje pracownika na danym stanowisku, zakres odpowiedzialności, formalne kanały komunikacji. Wszystko to składa się na wspomniany już opis stanowiska pracy, który jest efektem analizy stanowiska.
Uzyskane wyniki służą ponadto do wartościowania ciężkości pracy na poszczególnych stanowiskach a także poprzez siatkę płac do określania wysokości pensji.